# Jean de Beaurain
Pour les articles homonymes, voir Beaurain (homonymie).
Jean de Beaurain est un géographe français, né le 17 janvier 1696 à Aix-en-Issart dans l'Artois et mort le 12 février 1771. Il est un géographe de Louis XV.

## Repères biographiques
Selon Michaud, il prétend descendre des anciens châtelains de Beaurain. À l'âge de dix-neuf ans, il vient à Paris, et étudie la géographie sous la direction de Pierre Moulart-Samson, géographe du roi, titre que Beaurain obtient à l'âge de vingt-cinq ans. Un calendrier perpétuel, ecclésiastique et civil, qu'il publie en 1724, le fait connaître de Louis XV, pour qui il fait un grand nombre de cartes et de plans. Le cardinal de Fleury et Amelot l'emploient plusieurs fois pour des négociations délicates. Il contribue à l'éducation du Dauphin, ce qui lui vaut une pension annuelle de 800 livres en récompense de son « Théâtre de la dernière guerre qu'il a eu l'honneur de présenter à Sa Majesté ».
Son fils Jean-Baptiste Jacques de Beaurain (1728-?) poursuit le travail de son père sur l’histoire militaire : L’Histoire de la campagne de M. le Prince de Condé en Flandre en 1674 (Paris, 1774) et L’Histoire des quatre dernières campagnes de Condé et du maréchal de Turenne en 1672, 1673, 1674 et 1675 (Paris, 1782, nouvelle édition de l’Histoire militaire du duc de Luxembourg en 2 volumes in-folio).
Il est à noter que Philippe Henri de Grimoard a signé au moins un ouvrage en 1782 sur les quatre dernières campagnes de Turenne sous le nom de sieur Beaurain, géographe, et pourrait donc être lié à la même famille.

## Œuvres
On a de lui :
- Description topographique militaire de la Flandre, ou Campagnes du maréchal de Luxembourg (1690-1694), Paris, 1756 5 parties en 3 volumes in-folio (réimpr. 1776, La Haye ; 1783-87, Potsdam en 5 vol. in-quarto « avec des notes techniques par un officier prussien »)Selon Michaud (1811), « l’ouvrage qui lui fit le plus d'honneur. »
- un Atlas de géographie ancienne et moderne en 14 volumes in folio.
- Jean de Beaurain : Les glorieuses Conquêtes de Louis le Grand

## Sources
Cet article comprend des extraits du Dictionnaire Bouillet. Il est possible de supprimer cette indication, si le texte reflète le savoir actuel sur ce thème, si les sources sont citées, s'il satisfait aux exigences linguistiques actuelles et s'il ne contient pas de propos qui vont à l'encontre des règles de neutralité de Wikipédia.
- Biographie universelle ancienne et moderne : histoire par ordre alphabétique de la vie publique et privée de tous les hommes - 1843, 2e édition, volume 3, article Beaurain p. 421